# Зеббудж Рейнджерс
ФК «Зеббудж Рейнджерс» (мальт. Żebbuġ Rangers Football Club) — мальтійський футбольний клуб з міста Зеббудж, заснований у 1943 році. Виступає у Першій лізі. У сезоні чемпіонату Мальти 2014—2015 років виступав у Прем'єр-лізі. Домашні матчі приймає на стадіоні «Зеббудж Граунд», потужністю 1 000 глядачів.